# 星和無綫電視大獎2013
《星和無綫電視大獎2013》（StarHub TVB Awards 2013）於2013年9月12日晚假新加坡濱海灣金沙大劇院舉行，當晚共頒發20個項目。
頒獎禮由金剛及姚子羚擔任大會司儀，出席藝人包括苗僑偉、戚美珍、米雪、藍心湄、林峯、徐子珊、黃宗澤、楊怡、胡杏兒、馬國明、周麗淇、陳展鵬、鍾嘉欣、羅仲謙、黃智雯、苟芸慧、陳智燊、林欣彤、羅鈞滿、王君馨、陳明恩及姚兵。

## 得獎名單

### 我最愛TVB電視劇集
- 《衝上雲霄II》

### 我最愛TVB男藝人
- 黃宗澤《護花危情》

### 我最愛TVB女藝人
- 楊怡《名媛望族》

### 本地傳媒最愛TVB劇集
- 《衝上雲霄II》

### 最佳男新人獎
- 陳智燊

### 最佳女新人獎
- 苟芸慧

### 飛躍進步男藝人獎
- 羅仲謙

### 飛躍進步女藝人獎
- 黃智雯

### 我最愛TVB大型綜藝節目
- 《TVB新春黃金慶典》

### 我最愛TVB綜藝節目
- 《女人我最大》

### 我最愛TVB綜藝節目主持人
- 藍心湄《女人我最大》

### 我最愛TVB熒幕情侶
- 黃宗澤、周麗淇《好心作怪》

### 我最愛TVB電視劇主題曲
- Little Something - 林欣彤《戀愛季節》

### TVB經典電視角色
- 苗僑偉 - 楊康／司徒文武／楚留香／方自力

### 全天候亮麗藝人獎
- 鍾嘉欣

### 最璀璨奪目女藝人獎
- 徐子珊

### 魅力體態大獎
- 林峯

### 靚爆星光大道獎
- 鍾嘉欣

### 我最愛TVB電視男角色
| 劇集       | 演員   | 角色   |
| 護花危情   | 黃宗澤 | 許瑋琛 |
| 回到三國   | 馬國明 | 司馬信 |
| 雷霆掃毒   | 林 峯  | 韋世樂 |
| 金枝慾孽貳 | 陳 豪  | 高流斐 |
| 情越海岸線 | 陳展鵬 | 程禮榮 |
| 衝上雲霄II | 張智霖 | 顧夏陽 |

### 我最愛TVB電視女角色
| 劇集       | 演員   | 角色   |
| 護花危情   | 鍾嘉欣 | 喬子琳 |
| 雷霆掃毒   | 徐子珊 | 陳家碧 |
| 名媛望族   | 楊 怡  | 康子君 |
| 大太監     | 米 雪  | 慈 禧  |
| 好心作怪   | 周麗淇 | 阮小吉 |
| 衝上雲霄II | 胡杏兒 | 顧夏晨 |

## 相關
- TVB 馬來西亞星光薈萃頒獎典禮2013
- 萬千星輝頒獎典禮2013